# Rhynchotus
Rhynchotus Spix, 1825 è un genere di uccelli della famiglia dei Tinamidi (sottofamiglia Rhynchotinae).

## Sistematica
Il genere comprende due specie:
- Rhynchotus rufescens (Temminck, 1815) - tinamo alirosse
- Rhynchotus maculicollis Gray, 1867 - tinamo di Huayco